# アメリカン・アスレチック・カンファレンス
アメリカン・アスレチック・カンファレンス（American Athletic Conference、通称：The AmericanまたはAAC）は、アメリカ合衆国のカレッジスポーツのカンファレンスのひとつ。2013年にビッグ・イースト・カンファレンス (Big East Conference) が分裂し、新しくアメリカン・アスレチック・カンファレンス (American Athletic Conference) が設立された。

## 歴史
ビッグ・イースト・カンファレンスの核は、デポール大学、ジョージタウン大学、マーケット大学、プロビデンス大学、シートン・ホール大学、セント・ジョンズ大学、およびビラノバ大学からなる、元カトリックセブンのメンバーで構成されていた。 2012年12月に、これらの大学はバスケットボールに集中するために、アメリカンフットボールを行う大学と分裂することを選択し、2013年3月にはビッグ・イースト・カンファレンスの名称、ロゴ、男子バスケットボールトーナメントの権利を取得した。
この結果、旧ビッグ・イースト・カンファレンスのフットボールメンバーは、他の学校と共に、古いビッグ・イーストのチャーターと構造を保持するアメリカン・アスレチック・カンファレンスを結成した。アメリカン・アスレチック・カンファレンスは12州、12大学から構成される。しかし、どちらのカンファレンスも1979年を設立年として主張し、両カンファレンスの分離協定の一環として、バスケットボールの学校はバスケットボールの記録を保持することができ、フットボールの学校はフットボールの記録をそれぞれ保持することになった。

## メンバー

### 現加盟校
| 大学名                             | 所在地                           | 創立年 | 加入年 | 形態         | ニックネーム         | カラー |
| ---------------------------------- | -------------------------------- | ------ | ------ | ------------ | -------------------- | ------ |
| アラバマ大学バーミングハム校       | アラバマ州バーミングハム         | 1969   | 2023   | 公立         | ブレイザーズ         |        |
| イーストカロライナ大学             | ノースカロライナ州グリーンビル   | 1907   | 2014   | 公立         | パイレーツ           |        |
| フロリダ・アトランティック大学     | フロリダ州ボカラトン             | 1927   | 2023   | 公立         | アウルズ             |        |
| メンフィス大学                     | テネシー州メンフィス             | 1912   | 2013   | 公立         | タイガース           |        |
| ノースカロライナ大学シャーロット校 | ノースカロライナ州シャーロット   | 1946   | 2023   | 公立         | 49ers                |        |
| ノーステキサス大学                 | テキサス州デントン               | 1890   | 2023   | 公立         | ミーングリーン       |        |
| ライス大学                         | テキサス州ヒューストン           | 1912   | 2023   | 私立         | アウルズ             |        |
| サウスフロリダ大学                 | フロリダ州タンパ                 | 1956   | 2013   | 公立         | ブルズ               |        |
| テンプル大学                       | ペンシルベニア州フィラデルフィア | 1884   | 2013   | 公立研究大学 | アウルズ             |        |
| テキサス大学サンアントニオ校       | テキサス州サンアントニオ         | 1969   | 2023   | 公立         | ロードランナーズ     |        |
| テュレーン大学                     | ルイジアナ州ニューオーリンズ     | 1834   | 2014   | 私立         | グリーンウェーブ     |        |
| タルサ大学                         | オクラホマ州タルサ               | 1894   | 2014   | 私立         | ゴールデンハリケーン |        |
| ウィチタ州立大学                   | カンザス州ウィチタ               | 1895   | 2017   | 公立         | ショッカーズ         |        |

### 一部競技出場チーム
| 大学                       | 所在地                         | 創立年 | 参加年 | 種別     | 愛称             | 色             | 競技                   | 主カンファレンス |
| -------------------------- | ------------------------------ | ------ | ------ | -------- | ---------------- | -------------- | ---------------------- | ---------------- |
| フロリダ国際大学           | フロリダ州ウェストチェスター   | 1965   | 2022   | 公立     | パンサーズ       |                | 男子サッカー           | CUSA             |
| フロリダ国際大学           | フロリダ州ウェストチェスター   | 1965   | 2022   | 公立     | パンサーズ       | 女子水泳・飛込 |                        | CUSA             |
| ジェームズ・マディソン大学 | バージニア州ハリソンバーグ     | 1908   | 2022   | 公立     | デュークス       |                | 女子ラクロス           | Sun Belt         |
| 陸軍士官学校               | ニューヨーク州ウェストポイント | 1802   | 2024   | 士官学校 | ブラックナイツ   |                | アメリカンフットボール | Patriot League   |
| 海軍兵学校                 | メリーランド州アナポリス       | 1845   | 2015   | 士官学校 | ミッドシップメン |                | アメリカンフットボール | Patriot League   |
| オールド・ドミニオン大学   | バージニア州ノーフォーク       | 1930   | 2020   | 公立     | モナークス       |                | 女子ラクロス           | CUSA             |
| ヴァンダービルト大学       | テネシー州ナッシュビル         | 1873   | 2018   | 私立     | コモドアーズ     |                | 女子ラクロス           | SEC              |